# Борсукові
Борсукові (Melinae) — група ссавців, за деякими класифікаціями — підродина родини мустелові (Mustelidae), за іншими — позатаксономічна частина підродини мустелових (Mustelinae). Містить шість видів у трьох родах, з яких найвідомішим є борсук звичайний (Meles meles).

## Зовнішній вигляд
Представників підродини борсукових вирізняє компактна, клиноподібна статура. Голова маленька і загострена, з невеликими очима і вухами. Лапи короткі й сильні, хвіст короткий. Шерсть у більшості борсукових сіра або чорна, у багатьох видів є характерні візерунки на морді. Довжина тіла варіює між 32 і 90 см, а вага нараховує від 1 до 16 кг.

## Поширення
Ареал борсукових обмежується  Євразією і за винятком звичайного борсука всі види мешкають у  Східній і  Південно-Східній Азії. Їх основною сферою проживання є ліси.

## Спосіб життя
Борсукові активні головним чином в нічний час, а день проводять у викопаних ними самими норах і іншими притулках. Велику частину часу вони проводять на землі і лише зрідка залазять на дерева. Добре копають.
Представники борсукових всеїдні і в їх їжу входять як невеликі хребетні, комахи та інші тварини, так і різні рослини.
Розмноження, як і в інших куницевих, засноване на тому, що сперма довгий час проводить в організмі самки, і між спарюванням та пологами можуть проходити місяці, хоча безпосередньо вагітність триває від шести до восьми тижнів. Кількість народжених за один раз дитинчат становить від двох до чотирьох. Тривалість життя представників підродини борсукових може досягати 15 років.

## Систематика
- Рід Теледу (Arctonyx) — 3 сучасні види

- Рід Борсук (Meles) — 4 сучасні види

- Вимерлі роди: Arctomeles, Melodon, Pelycictis, Promeles